# قاضیان
قاضیان، روستایی است از توابع بخش سنگر شهرستان رشت در استان گیلان ایران
روستای توریستی قاضیان به عنوان یکی از بزرگترین روستاهای استان گیلان و از توابع شهر سنگر می باشد . ریشه نام قاضیان از آنجا گرفته شده که در گذشته هنگامی که اختلاف و دعوایی میان اهالی روستاهای اطراف پیش می آمد برای حکیمیت و قضاوت به بزرگان و ریش سفیدان روستای قاضیان مراجعه میکردند . واژه قاضیان برگرفته از کلمه «قاضی»  به اضافه پسوند مکان «ان» به معنای محل سکونت قاضی ها می باشد. از این رو این منطقه به نام روستای قاضیان مشهور شده و نام گرفته است.
از نظر جغرافیایی روستای توریستی قاضیان در جنوب استان گیلان قرار گرفته و مساحت آن بالغ بر 120 کیلومتر مربع بوده و جمعیت آن بر اساس سرشماره سال 1395، 2836 نفر می باشد . فاصله روستای قاضیان تا شهر رشت 25 کیلومتر و تا شهر سنگر 6 کیلومتر می باشد.
روستای توریستی قاضیان از نظر موقعیت در جغرافیایی در منطقه ای قرار گرفته و از سمت شمال به اتوبان سیاهکل از جنوب به منطقه سراوان و امام زاده هاشم از شرق به روخانه سپید رود و از غرب به اتوبان تهران – رشت و جاده فومن و پارک جنگلی سراوان متصل می باشد. همجواری سه محور مواصلاتی ذکر شده دسترسی بسیار خوبی برای تردد به شرق و غرب استان گیلان را برای روستای توریستی قاضیان ایجاد کرده است.
طبیعت سر سبز، باغ ها، دریاچه های پرورش ماهی، شالیزارها و نهرهای روان و چشم انداز جنگل‌های مجاور و قله کوه دُرفک منظره های چشم‌نواز و دل‌انگیزی را خلق کرده که این امر یکی از زیباترین مناطق توریستی گیلان را ایجاد کرده است. 
رودخانه سپید رود با طول 670 کیلومتر در مسیر خود بعد از گذر از امام زاده هاشم و منطقه سراوان به روستای قاضیان می رسد و پس از 13 کیلومتر همجواری با قاضیان به سد سنگر می رسد. این همجواری با سپیدرود  و ساحل زیبای آن یکی از زیبایی های منحصر به فرد این منطقه به حساب می آید و به عنوان از اصلی ترین جاذبه های توریستی و گردشگری این منطقه محسوب می شود.

## جمعیت
این روستا در دهستان سراوان قرار دارد و براساس سرشماری مرکز آمار ایران در سال 1395، جمعیت آن 2836 نفر بوده‌است.